# 大中元気
大中 元気（おおなか げんき、1981年2月2日 - ）は、日本のプロボクサー。元OPBF東洋太平洋ミニマム級チャンピオン。山口県徳山市（現周南市）出身。山口桜ケ丘高等学校卒。新日本徳山ボクシングスポーツジム（後に新日本周南と改称）所属。

## 来歴
- 中学2年生からボクシングを始め、高校2年でデビューを果たす。新日本徳山ジム初のプロボクサーであった。
- 1998年5月17日、ライトフライ級で熊本市でのデビュー戦を2RTKOで飾る。2戦目には4RKO負けを喫した。
- 1999年12月18日、その後6連勝で西軍代表として、全日本ライトフライ級新人王決定戦を東日本新人王北野隼と争い6R判定引分で敗者扱いで新人王を逃すが、日本ランキング10位に入る。
- 2001年9月23日、2連勝後福岡県直方市での試合で、和田峯幸生に敗れ連勝ストップ。
- 2003年7月1日、その後世界ランカー松本博志を含む3連勝で、金在原が返上し空位のOPBF東洋太平洋ミニマム級王者決定戦に出場。東洋1位にして金と前戦で引き分けている羅基文（韓国）と争う。徳山大学体育館で行われたこの試合で12R判定勝利で王座を獲得した。
- 2003年12月7日、無敗のOPBF1位ロデル・マヨール（フィリピン）を迎えての初防衛戦を、徳山大学体育館で行うも1RTKO負けで、王座から陥落した。
- 2004年5月17日、金田淳一朗を相手に再起戦。この試合で5RTKO負けで引退を表明。
- 2008年4月20日、ライトフライ級で復帰。宮崎県で行われた6回戦に出場し、2RKOで勝利する。